# 沖野靖広
沖野 靖広（おきの やすひろ）は、日本の男性声優。主にアダルトゲームに出演している。

## 出演作品

### OVA
2003年
- 人形の館 Doll-1（相良崇）
- 人形の館 Doll-2（相良崇）
- 誘惑～始発の章～（綾部博之）
- 誘惑～終電の章～（綾部博之）

### ゲーム
※太字は攻略対象キャラクター。
2004年
- JACKIN（リック）
- 桜待坂Stories vol.1（群真哲人）
- さっきゅば☆SOON!（グラム、相川剛）
- 星の王女2（堂本広）
- 星の王女2 〜星の誕生日〜（堂本広）
- 星の王女3 〜天・地・人の創世記〜（カタマロ）

2005年
- 花町物語（五十嵐馨）
- ぴゅあらばフレーバー（真山鷹弘）
- 星の王女4 〜星の約束〜（堂本広）
- 星の王女3 〜星月夜〜（カタマロ）

2006年
- 玉響 -たまゆら-（穂積透夜）
- ななついろ★ドロップス（アーサー/松田[1]）
- プリズム・アーク 〜プリズム・ハート エピソード2〜（アクティ・アクセル）
- マスカレード 〜地獄学園SO/DO/MU〜（八王子進）
- 夢をもう一度（久我直樹）

2007年
- 新婚さん 〜Sweet Sweet honeymoon〜（久珂颯太郎）
- メイド★はじめました（西久世石榴）

2010年
- リドル・ガーデン（エリック・アンダーソン）

2011年
- 穢翼のユースティア（ルキウス・ディス・ミレイユ）
- 赤ずきんと迷いの森（ウサギさん）

2012年
- DRAMAtical Murder（紅雀）

2013年
- DRAMAtical Murder re:connect（紅雀[2]）

2014年
- 女王蜂の王房 めのう編（貴峰丸[3]）
- 女王蜂の王房 輝夜編（貴峰丸）

### CD
2004年
- AngelWish 〜放課後の召使いにチュッ!〜 ソフマップ特典プレミアムドラマCD（厚木聖哉）

2006年
- ななついろ★ドロップス ART WORKSふろくスペシャルドラマCD「酔いどれノナちゃん」（アーサー松田）
- 花町物語 第一章 朱璃・東條巽篇（五十嵐馨）
- 花町物語 第二章 朱璃・相馬和泉篇（五十嵐馨）
- 花町物語 第三章 朱璃・五十嵐馨篇（五十嵐馨）
- 花町物語 夢絵巻（五十嵐馨）

2008年
- メイド★はじめました～ご主人様のお世話いたします～ ミニドラマ集＆サウンドトラック（西久世石榴）

2012年
- 赤ずきんと迷いの森 ～Something else～（ウサギさん）

2013年
- ドラマCD「淫魔」第2弾 マニアな誘惑・ウブな誘惑（マニアック淫魔、ウブ淫魔[4]）
- 女王蜂の甘美なる交合 第五章 貴峰丸編（貴峰丸[5]）
- 女王蜂の王房concursio 特典ミニドラマCD（貴峰丸）
- Behind the MASK 虚飾の墓碑銘 工藤×高垣編（工藤省吾）
- Behind the MASK 虚飾の墓碑銘 泉×町田編（工藤省吾）

2014年
- 愛されすぎて××されちゃうCDシリーズ（沢城拓也[6]）
  - 愛されすぎて××されちゃうCD 深愛同僚
  - 愛されすぎて××されちゃうCD 縛恋同僚
- 鬼でも姫でも君の騎士（木羽快斗）
- 女王蜂の王房 其は輝ける蜂の王城（貴峰丸）

2015年
- 愛玩人形 あるいはアダムの肋骨シリーズ[7]
  - 愛玩人形 あるいはアダムの肋骨 巻ノ一 ～狂愛に満ちし天才研究者～ 西園寺匡臣（西園寺匡臣）
  - 愛玩人形 あるいはアダムの肋骨 巻ノ五 ～運命に抱かれし米国軍人～ ルーク・S・エヴァンズ（ルーク・S・エヴァンズ）
- 黒薔薇の館 第参夜 相棒警官を陵辱支配編（葛城草太[8]）
- 女王蜂の蜜なる寵愛 第三夜 貴峰丸と皇樹（貴峰丸[9]）
- 床ドン！SONG♪ そのカレ、弘前美弦（弘前美弦[10]）
- Reversible vol.3 チャラ系カレシ・平磨（壱木平磨[11]）

2016年
- サークルカタログ　鈴原恭弥編（鈴原恭弥[12]）
- 男子寮の玩具（一ノ瀬大空[13]）※コミックス4巻アニメイト限定セット
- Door to Door ～ドアを閉めたら腕の中～（和泉紘[14]）
- re：Reversible vol.3 ～チャラ系カレシ・平磨～（壱木平磨[15]）
- 旦那さまシリーズ vol.9 激甘旦那さま 不機嫌上司は、甘やかし上手！？（片桐響也[16]）

2017年
- フマジメな関係（蜂谷淳平[17]）

#### 2022年
- 殺し屋さんシリーズVol.1 (ナオエ)

## 歌手活動

### キャラクターソング
- エリック・アンダーソン（リドル･ガーデン）
  - Clover Rain
- 弘前美弦（床ドン！SONG♪ そのカレ、弘前美弦）
  - 静謐の炎